# Isiata
Isiata è una frazione di San Donà di Piave, nella città metropolitana di Venezia.
È circondata da terreni agricoli ed è vicina all'argine del fiume Piave.

## Storia
Nella Kriegskarte (1798-1805) di Anton von Zach la località era indicata come Gisiatta e situata più a nord-ovest del attuale. Nelle mappe ottocentesche conservate presso l'Archivio di Stato di Venezia è citata come Giesiata, un dispregiativo del termine giesia, variante arcaica di chiesa. Nel linguaggio moderno una giesiata può essere tradotta in chiesazza. Pertanto il toponimo trae origine da un'antica e piccola chiesa campestre presente nel luogo.
Negli anni venti del XX secolo la località versava in uno stato di degrado ed abbandono che perdurò nel tempo: la strada che collegava la frazione al centro cittadino venne asfaltata solo nel 1958, anno in cui vennero posate anche le linee telefoniche. Nel 1967, altre sette famiglie ebbero l'allacciamento alla linea elettrica.
Il servizio religioso è stato avviato subito dopo la Grande Guerra; esso veniva svolto in una baracca provvisoria prima della costruzione dell'attuale chiesa, inaugurata nel 1930.
Oggi la chiesa è compresa nella parrocchia di San Giuseppe Lavoratore di San Donà, sotto la Diocesi di Treviso e prima dell'annessione a quest'ultima fu parrocchia succursale della chiesa arcipretale di Santa Maria delle Grazie.